# Roberta Bonanomi
Roberta Bonanomi (Sotto il Monte Giovanni XXIII, província de Bèrgam, 15 d'octubre de 1966) va ser una ciclista italiana. Del seu palmarès destaquen quatre medalles, una d'elles d'or, als Campionats del Món en contrarellotge per equips. Va participar en cinc edicions dels Jocs Olímpics.

## Palmarès
- 1986
  - 1a al Gran Premi de Brissago
- 1987
  - Vencedora d'una etapa al Tour de França
- 1988
  -  Campiona del món en contrarellotge per equips (amb Monica Bandini, Maria Canins i Francesca Galli)
- 1989
  - 1a al Giro d'Itàlia
  - 1a al Postgiro i vencedora d'una etapa
- 1990
  - 1a al Giro del Friül
  - 1a al Gran Premi de Chiasso
- 1991
  -  Campiona d'Itàlia en contrarellotge
  - Vencedora d'una etapa a la Volta a Cuba
- 1995
  - 1a al Gran Premi Primavera
  - Vencedora d'una etapa al Tour ciclista femení
- 1996
  - Vencedora d'una etapa al Tour ciclista femení
- 1997
  - Vencedora d'una etapa al Tour ciclista femení
  - Vencedora d'una etapa al Giro del Trentino
- 1999
  - 1a a la World Cup Hamilton City
- 2000
  - Vencedora d'una etapa al Giro d'Itàlia